# جيف تايلور (لاعب كرة قدم)
جيف تايلور (بالإنجليزية: Geoff Taylor)‏ (22 يناير 1923 في المملكة المتحدة - 20 يوليو 2007 في ألمانيا) هو لاعب كرة قدم بريطاني (وحمل سابقاً جنسية المملكة المتحدة لبريطانيا العظمى وأيرلندا) في مركز جناح ‏. لعب مع برايتون أند هوف ألبيون وستاد رين وكوينز بارك رينجرز ونادي بريستول روفيرز ونادي ريدنغ ونورويتش سيتي ولينكولن سيتي أف سي وSC Brühl ‏.

## وصلات خارجية
- جيف تايلور (لاعب كرة قدم) على موقع قاعدة بيانات كرة القدم.إي يو (الإنجليزية)